# 馬可·德阿維亞諾
馬可·德阿維亞諾（Marco d'Aviano，原名卡尔洛·多梅尼克·克里斯托弗利，Carlo Domenico Cristofori，1631年11月17日—1699年8月13日）是一位方濟嘉布遣會修士，出生於意大利威尼斯共和國的一個小鎮，阿維亞諾。在戈里齊亞耶穌會的書院受教育的他從小對了信仰和殉道都感覺了興趣。十六嵗時，他嘗試達到威尼斯共和國根奧斯曼帝國當時戰鬥的克里特島，藉此希望向莫斯蘭人傳福音，把他們變成基督徒。他途中在卡波迪斯特里亞的方濟嘉布遣會修院避難。當時的方濟嘉布遣會會長認識馬可·德阿維亞諾的家人，所以會長歡迎了他、給他食物、讓他休息，隨之勸他回家。
他因遇見方濟嘉布遣會而受到好印象，覺得天主召叫他參入這個修會。1648年，他開始見習，而一年後終於成爲修士。他用父子的名字「馬可」，變成「馬可·德阿維亞諾修士」。1664年，他被批准環游威尼斯共和國和其他意大利國家傳福音，尤其是在將臨期和大齋期。1672年，他被選為貝盧諾修院和奧德爾佐修院的院長，因而增加了他的負責。
1676年，他祝福了一位十三年來臥床不起的修女，因此她奇跡般的被痊愈了。消息傳出，忽然來自所有社會階層的病者都來找他。
來找她的幫助的人其中有利奧波德一世，因爲他的妻子不能懷孕一個兒子。從1680年至到逝世時，馬可·德阿維亞諾成爲了利奧波德一世的親密的知己和顧問。他給這位優柔寡斷的皇帝在所有政治問題、經濟問題、軍事問題或靈修問題領導和建議。利奧波德常常被無窮的憂慮癱瘓他的判斷能力，所以馬可的強烈、活潑和有時候激烈的性格配合了利奧波德的很好。奧斯曼帝國來侵之前，馬可·德阿維亞諾被教宗依諾增爵十一世選為皇帝的自我大使。馬可·德阿維亞諾是一個熱烈的傳道者和一個有天分的中間人，所以他有一個很重要的角色：解決爭端、恢復和諧和激勵所有被波蘭國王揚三世領導的神聖同盟的軍隊，其中包括奧地利、波蘭、威尼斯共和國、教皇國。1683年，維也納之戰發生了，而神聖同盟成功打敗來侵的奧斯曼帝國。這一場戰是奧斯曼帝國最後一次來侵歐洲，也是一個長期的歐洲反擊征戰的開始，直至到奧斯曼帝國1918年分解爲止。所以，這可能是歷史上最決定性的戰鬥。這也停止了在維也納的奧斯曼帝國軍隊領導，卡拉·穆斯塔法·帕夏和庫普魯魯大維齊爾的奧斯曼復興時期。
從1683年至1689年爲止，馬可爲了促進帝國軍隊良好的關係並給士兵靈修援助而參與軍事行動，因而帶來1686年布達的解放和1688年貝爾格萊德的解放。他同時不停遵守一個嚴格靈修精神：所有不必的暴力和殘忍都令他討厭。因此，貝爾格萊德被包圍時，幾百名穆斯林士兵成功親自呼籲他，以免捕獲時被屠殺。
在歷史家的判斷中，馬可向利奧波德的影響特別有責任：又利於基督教會有利於哈布斯堡王朝。馬可曾經寫過一封信給皇帝，其實很激烈地批評他把利益付給自己其中一個兄弟。他提示皇帝，他這樣做簡直給他敵人更多理由批評他。
1699年8月13日，馬可·德阿維亞諾因癌症於奧地利維也納逝世。